# Ildefonso Fernández Seoane
Ildefonso Fernández Seoane, conocido como Cuñeira (Xares - Correxais, 6 de agosto de 1942), fue un guerrillero gallego antifranquista que luchó contra el régimen franquista en el noroeste de España.

## Trayectoria
Ildefonso Fernández Seoane, trabajador ferroviario, nació en Xares y se unió a la resistencia antifranquista tras el Golpe de Estado en España de julio de 1936. Frente a la represión franquista, se refugió en la sierra gallega, uniéndose a la lucha armada contra el régimen. Su participación en la resistencia se formalizó en abril de 1942, cuando asistió al histórico Congreso de Ferradillo, en el que se fundó la Federación de Guerrillas de León-Galicia. Esta federación fue una de las primeras organizaciones de guerrilla antifranquista en el noroeste de España, creada con el objetivo de coordinar y fortalecer la lucha contra el franquismo en las áreas de Galicia y León y apoyar la red de resistencia en la región.
Tras el congreso, Fernández Seoane se integró en la unidad comandada por Arturo López Delgado, uno de los líderes más influyentes de la guerrilla en el noroeste español. La unidad de López Delgado se dedicaba a realizar acciones de resistencia y sabotaje contra el régimen franquista, tratando de inspirar esperanza en aquellos que se oponían a la dictadura y de dificultar las operaciones de las fuerzas de seguridad del régimen en la región.
El 6 de agosto de 1942, Fernández Seoane perdió la vida en un enfrentamiento con la Guardia Civil cerca de Correxais (Villamartín de Valdeorras), en compañía de sus camaradas Arturo López Delgado, Ovidio González Vázquez y Manuel Monteserín (conocido como Gerardo). El grupo había sido delatado por un granjero local que les había proporcionado vino. Tras comer y beber, los guerrilleros se quedaron dormidos debido al cansancio acumulado, momento que fue aprovechado por la Guardia Civil para rodearlos y atacar por sorpresa. En el tiroteo, todos perdieron la vida salvo Roberto López Rodríguez, alias Pajarito, quien logró escapar y sobrevivir al ataque.
El legado de Fernández Seoane y sus compañeros de lucha ha sido recordado como parte de la resistencia gallega antifranquista, destacando sus contribuciones en una de las primeras federaciones de guerrilla de España. Hoy, su historia y la de la Federación de Guerrillas de León-Galicia siguen siendo símbolos de resistencia contra la represión y la dictadura.